# Godeberto
Godeberto (? — 662) foi rei dos lombardos juntamente com o irmão Bertário, ambos coroados em 661. Godeberto era o filho mais velho e sucessor de Ariberto I e, por vontade do pai reinou em conjunto com o irmão em um reino dividido, Godeberto, ariano, governou a partir da antiga capital, Pavia, enquanto seu irmão Bertário, católico romano, reinou a partir de Milão.
Pouco tempo depois ele iniciou uma guerra com o irmão solicitando a ajuda de Grimualdo, filho de Gisulfo, Ducado do Friul e Benevento desde 647. Este destronou Bertário e, aproveitando a fragilidade militar de Godeberto, assassinou-o nas dependências do Palácio em 662. Seu filho Regimberto, conseguiu escapar e mais tarde reclamou a coroa mas, antes disso, Grimualdo tomou o trono e tornou-se rei dos lombardos.